# 彭世洛
彭世洛（泰語：[pʰít.sā.nú.lôːk] listenⓘ），是泰國北部偏南區的一個重要的歷史性都市，彭世洛府首府，接近寮國邊境。彭世洛是泰國古都之一，於600多年前建城。此地因為是纳黎萱王誕生地而著稱，16世紀時他讓彭世洛脫離緬甸的統治，繼位者是他的兄弟Ekathosarot王（Sanpetn三世）。
彭世洛位於泰國北部和中部交界要衝，長久以來因為同時具備政治與戰略重要性，過去曾發生過數次戰爭。阿瑜陀耶(Ayutthaya)的若瑪特羅卡納王期間25年，將泰國首都設於此地。
整個城市沿著楠河岸。11世紀小桂河改道前，彭世洛是高棉前哨，名為Song Kwae。

## 地標與觀光景點
彭世洛主要觀光景點為斯嗎哈搭寺，當地稱為“大廟”（Wat Yai）。該寺建於1357年，供奉成功佛，這是泰國最受尊崇的佛像之一（另一尊複製佛像供奉於曼谷的云石寺）。1756年阿瑜陀耶的Boromakot王下令建造美麗的鑲貝門。帕清拉納佛博物館就在寺廟大廳，收藏為數可觀的素可泰時期藝術品。每年一月寺廟會舉辦大型的府級聚會。
遺憾的是，彭世洛多數古蹟毀於1955年的大火，幸運逃過一劫的除了斯嗎哈搭寺外就是城牆部分遺跡。這裡出名的景點還有許多船上人家依然在斯嗎哈搭寺附近的楠河上討生活。 

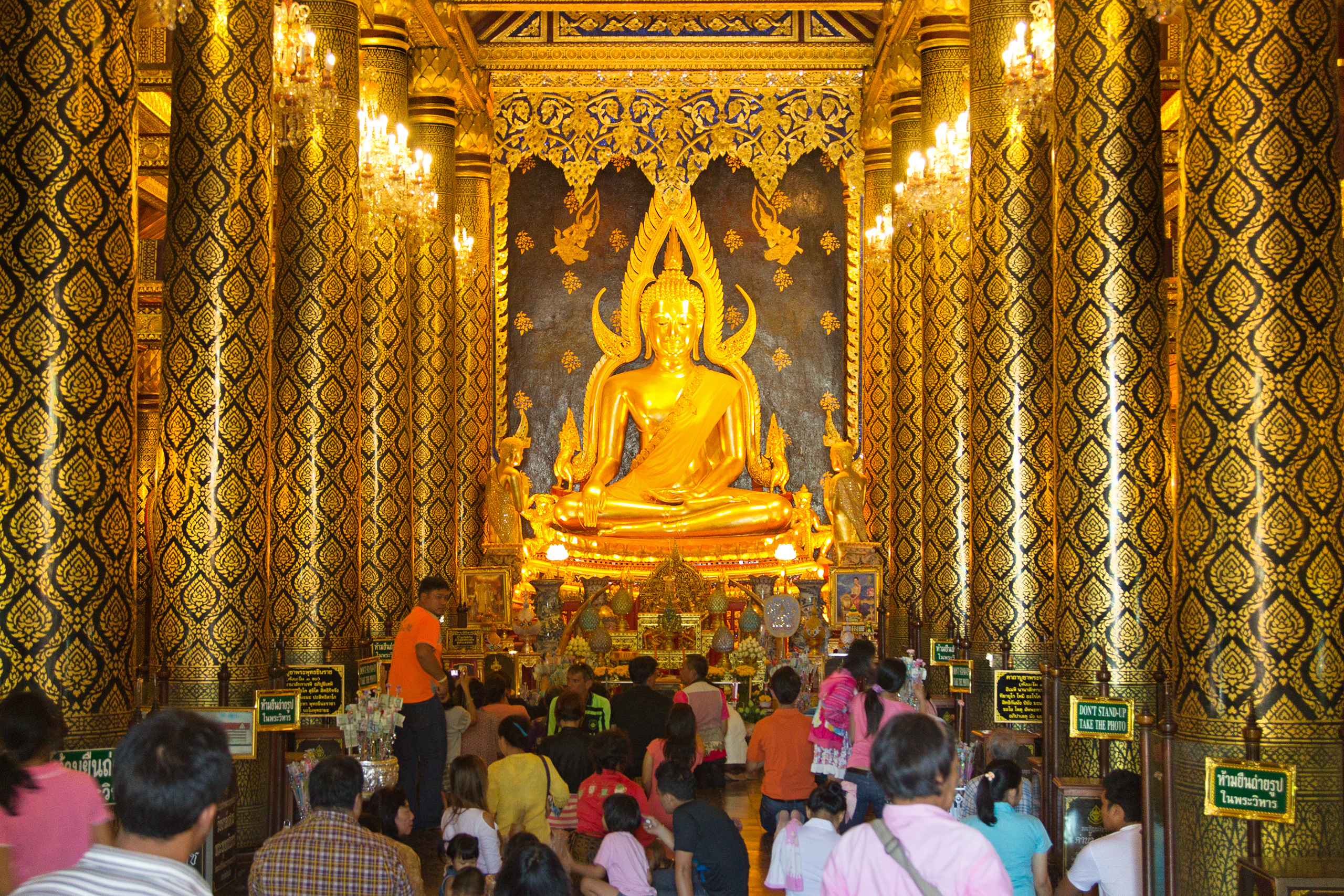
成功佛

## 交通
彭世洛是拜訪鄰近世界遺跡素可泰歷史公園（Sukhothai historical park）的絕佳起點。訪客可以鐵道或空運方式抵達，且該地還是數道主要公路交界處，如11號公路（信武里-南邦-清邁）、12號公路（達-Lom Sak-Khon Kaen）和117號公路（北欖坡-彭世洛）。纳黎萱大學、毘部頌干師範大學和泰國皇家軍隊基地也都在彭世洛。